# 煉划蝽
煉划蝽（学名：Sigara bellula）为划蝽科划椿屬下的一个种。